# Oxytropis fragilifolia
Oxytropis fragilifolia är en ärtväxtart som beskrevs av N.Ulziykh. Oxytropis fragilifolia ingår i släktet klovedlar, och familjen ärtväxter. Inga underarter finns listade i Catalogue of Life.